# Haematopota matherani
Haematopota matherani är en tvåvingeart som beskrevs av Szilady 1926. Haematopota matherani ingår i släktet Haematopota och familjen bromsar. Inga underarter finns listade i Catalogue of Life.